# Cohn
Cohn ist ein jüdischer Familienname.

## Herkunft und Bedeutung
Der Name geht auf die Bezeichnung einer Gruppierung mit priesterlichen Funktionen im Judentum zurück, siehe Kohanim; zu Varianten, siehe Cohen.

## Namensträger

### A
- Adolphe Cohn (1851–1930), US-amerikanischer Romanist und Literaturwissenschaftler
- Al Cohn (1925–1988), US-amerikanischer Jazzsaxophonist und Arrangeur
- Alan Cohn (1930–2014), US-amerikanischer Manager und Jazzpromoter
- Albert Cohn (Orientalist) (1814–1877), österreichisch-französischer Orientalist, Reisender und Schulgründer
- Albert Cohn (Antiquar) (1827–1905), deutscher Antiquar, Shakespeareforscher und Buchhändler
- Alexander Cohn (1876–1951), deutscher Jurist
- Alexander Meyer-Cohn (1853–1904), deutscher Bankier
- Alfons Fedor Cohn (1878–1933), deutscher Schriftsteller
- Alfred Cohn (Bankier) (1861–1932), deutscher Bankier
- Alfred Cohn (Schauspieler) (1867–1932), dänischer Schauspieler und Regisseur
- Alfred Cohn (Mediziner) (1890–1965), deutsch-US-amerikanischer Dermatologe
- Alfred A. Cohn (1880–1951), US-amerikanischer Drehbuchautor
- Alfred E. Cohn (1879–1957), US-amerikanischer Kardiologe
- Andrei Cohn (* 1972), rumänischer Filmregisseur und Drehbuchautor
- Anton Cohn (1824–1898), deutscher Bankier, siehe Anton Adelssen
- Arnold Cohn, Geburtsname von Arnold Czempin (1887–1974), deutscher Schauspieler
- Art Cohn (1909–1958), US-amerikanischer Sportjournalist, Drehbuchautor und Schriftsteller
- Arthur Cohn (Rabbiner) (1862–1926), Schweizer Rabbiner
- Arthur Cohn (Komponist) (1901–1998), US-amerikanischer Komponist, Dirigent und Autor
- Arthur Cohn (* 1927), Schweizer Filmproduzent
- Arthur Wolfgang Cohn (1894–1920), deutscher Wirtschaftswissenschaftler

### B
- Bernard Cohn (1835–1889), US-amerikanischer Politiker
- Bernhard Cohn (Mediziner, 1827) (1827–1864), deutscher Mediziner
- Bernhard Cohn (Mediziner, 1841) (1841–1901), deutscher Mediziner und Zionist
- Bernhard N. Cohn (1923–1992), US-amerikanischer Rabbiner

### C
- Carl Cohn, früherer Name von Carl Colbert (1855–1929), österreichischer Journalist, Schriftsteller und Herausgeber
- Carl Cohn (1857–1931), deutscher Politiker (DDP) und Kaufmann
- Chaim Cohn (1911–2002), israelischer Jurist und Politiker
- Conrad Cohn (1901–1942), deutscher Jurist und jüdischer Verbandsfunktionär

### D
- Daniel Cohn (1881–1965), deutscher Richter
- Daniel Cohn-Bendit (* 1945), deutsch-französischer Politiker und Publizist
- Donna Cohn-Brandt (1951–2014), amerikanisch-deutsche Schauspielerin
- Dorrit Cohn (1924–2012), österreichisch-amerikanische Literaturwissenschaftlerin und Germanistin

### E
- Edwin J. Cohn (1892–1953), US-amerikanischer Biochemiker
- Emil Cohn (Verleger) (1832–1905), deutscher Verleger
- Emil Cohn (Physiker) (1854–1944), deutscher Physiker
- Emil Cohn, Geburtsname von Emil Ludwig (1881–1948), deutscher Schriftsteller
- Emil Bernhard Cohn (auch Emil Moses Cohn; 1881–1948), deutscher Schriftsteller, Bühnenautor und Rabbiner
- Emil Ekiva Cohn (?–1909), Klavierfabrikant, erster Ehemann von Martha Lasker
- Erich Cohn (1884–1918), deutscher Schachspieler
- Erich Cohn-Bendit (1902–1959), deutscher Rechtsanwalt
- Ernst Cohn (Architekt), deutscher Architekt
- Ernst Cohn (Jurist) (1902–1979), deutscher Jurist und Anwalt
- Ernst Cohn-Wiener (1882–1941), deutscher Kunsthistoriker
- Ernst Joseph Cohn (1904–1976), deutscher Jurist
- Esther Cohn (1926–1944), deutsche Tagebuchautorin
- Ethan Cohn (* 1979), US-amerikanischer Schauspieler
- Eva Cohn, deutsche Schriftstellerin

### F
- Falk Cohn (1833–1901), deutscher Rabbiner
- Ferdinand Julius Cohn (1828–1898), deutscher Botaniker und Mikrobiologe
- Friedrich Theodor Cohn (1864–1936), deutscher Verleger und Buchhändler, Ehemann von Clara Viebig
- Fritz Cohn (1866–1922), deutscher Astronom

### G
- Gabriel Cohn-Bendit (1936–2021), französischer Reformpädagoge
- Gary Cohn (* 1960), US-amerikanischer Investmentbanker und Regierungsbeamter
- Georg Cohn (1845–1918), deutscher Jurist
- Georg Cohn (Romanist) (1865–1945), deutscher Romanist und Privatgelehrter
- Gerson Behrend Cohn († 1859), deutscher Mediziner und Rabbiner
- Gertrud Cohn (1876–1942), deutsches NS-Opfer
- Gustav Cohn (Nationalökonom) (1840–1919), deutscher Nationalökonom
- Gustav Cohn (Rabbiner) (1881–1943), deutscher Rabbiner

### H
- Hanns-Peter Cohn (* 1948), deutscher Unternehmer und Wirtschaftsmanager
- Hans Cohn (Schachspieler) (Hans Cohn Silber; 1897–1964), deutscher Schachspieler und Schachkomponist
- Hans Cohn (Sammler) (1903–nach 1993), deutsch-US-amerikanischer Bankier und Kunstsammler
- Hans Cohn (Blindenfunktionär) (1923–2018), deutsch-britischer Blindenfunktionär
- Hans Cohn (Kantor) (* 1926), deutsch-US-amerikanischer Kantor und Autor
- Hans Cohn-Lyon (1909–2012), dominikanisch-kanadischer Jurist und Diplomat
- Hans W. Cohn (Hans Werner Cohn; 1916–2004), deutscher Lyriker und Psychoanalytiker
- Harry Cohn (1891–1958), US-amerikanischer Filmproduzent
- Harvey Cohn (Leichtathlet) (1884–1965), US-amerikanischer Lang- und Mittelstreckenläufer
- Harvey Cohn (Mathematiker) (1923–2014), US-amerikanischer Mathematiker
- Heather Paige Cohn (* 1990), US-amerikanische Schauspielerin
- Heinrich Cohn, eigentlicher Name von Heinrich Conried (1855–1909), österreichischer Schauspieler und Theaterleiter
- Heinrich Cohn (Rabbiner) (1889–1966), deutscher Rabbiner
- Heinrich Cohn (Bankier) (1895–1976), israelischer Bankier
- Hermann Cohn (Mediziner) (1838–1906), deutscher Augenarzt
- Hermann Cohn (Politiker) (1869–1933), deutscher Jurist und Politiker (FVp, FVP, DDP)
- Herta Cohn-Bendit (1907–1963), deutsche Juristin

### I
- Irving Cohn (1898–1961), US-amerikanischer Songwriter
- Itzig Hirsch Cohn (1777–1863), deutsch-jüdischer Bankier

### J
- James Cohn (1928–2021), US-amerikanischer Komponist
- Jared Cohn, US-amerikanischer Regisseur, Schauspieler und Drehbuchautor
- Jefferson Davis Cohn (1881–1951), britischer Unternehmer und Pferdezüchter
- Joe Cohn (* 1956), US-amerikanischer Gitarrist
- Jonas Cohn (1869–1947), deutscher Philosoph und Pädagoge
- Josef Cohn (1904–1986), deutscher jüdischer Funktionär
- Joseph Cohn (1850–1948), deutscher Rabbiner und Orientalist
- Julia Cohn (1888–1941/1944), deutsche Lehrerin, siehe Denk-Mal Güterwagen #Julia Cohn
- Julian Cohn (* 1991), deutscher Filmeditor und VFX-Editor
- Julie von Cohn-Oppenheim (1839–1903), deutsche Wohltäterin in Dessau
- Julius Cohn (1878–1940), deutscher Rabbiner

### K
- Karl Cohn (Mediziner) (1878–1944), deutscher Dermatologe
- Karl Cohn-Biedermann, eigentlicher Name von Charles Bead (1905–nach 1972), deutsch-US-amerikanischer Jurist und Bibliothekar
- Konrad Cohn (1866–1938), deutscher Zahnmediziner
- Kurt Cohn (1899–1987), deutscher Richter und Verbandsfunktionär

### L
- Lassar Cohn (1858–1922), deutscher Chemiker
- Lawrence Cohn (1932–2023), US-amerikanischer Musikproduzent, Blues-Sammler und Autor
- Leopold Cohn (1856–1915), deutscher Altphilologe und Bibliothekar
- Levi Cohn (1836–1915), deutscher Handschuhfabrikant
- Lothar Cohn (1908–1944), deutscher Widerstandskämpfer
- Lotte Cohn (1893–1983), israelische Architektin
- Louis Cohn (1852–1927), deutscher Politiker, Verleger und Publizist
- Ludwig Cohn (Zoologe) (1873–1935), deutscher Zoologe und Forschungsreisender
- Ludwig Cohn (Pädagoge) (1877–1962), deutscher Blindenpädagoge, Verbandsfunktionär und Publizist
- Ludwig Adolf Cohn (1834–1871), deutscher Historiker

### M
- Marc Cohn (* 1959), US-amerikanischer Musiker
- Marianne Cohn (1912–1942), deutsche Widerstandskämpferin gegen den Nationalsozialismus, siehe Marianne Baum
- Marianne Cohn (1922–1944), deutsche Fürsorgerin, Opfer des NS-Regimes
- Marie Cohn (1872–1938), deutsche Schriftstellerin und Drehbuchautorin
- Mario Cohn-Haft (* 1961), US-amerikanischer Ornithologe
- Martha Cohn (1867–1942), deutsche Schriftstellerin, siehe Martha Lasker
- Marthe Cohn (1920–2025), französische Autorin und ehemalige Spionin
- Martin Cohn (* 1966), deutscher Politiker (SPD)
- Max Cohn (1848–1911), deutscher Rechtshistoriker, siehe Max Conrat
- Max Cohn (Mediziner) (1875–1938), deutscher Röntgenologe
- Max Cohn (Gewerkschafter) (1878–1938), deutscher Gewerkschafter
- Melvin Cohn (1922–2018), US-amerikanischer Immunologe
- Meyer Cohn (1851–1942), deutscher Rechtsanwalt, Notar und Gemeindevorsteher
- Michael Cohn, US-amerikanischer Filmregisseur und Drehbuchautor
- Mildred Cohn (1913–2009), US-amerikanische Biochemikerin und Biophysikerin
- Mindy Cohn (* 1966), US-amerikanische Schauspielerin
- Moritz von Cohn (1812–1900), deutscher Bankier
- Moritz Cohn (Schriftsteller) (Pseudonym Conimor; 1844–nach 1907), österreichischer Industrieller und Schriftsteller

### N
- Nik Cohn (* 1946), britisch-US-amerikanischer Journalist und Reiseschriftsteller
- Norbert Cohn (1904–1989), deutsch-amerikanischer Jazzmusiker
- Norman Cohn (Historiker) (1915–2007), britischer Historiker, Hochschullehrer und Schriftsteller
- Norman Cohn (Filmproduzent) (* 1946), kanadischer Filmproduzent und Kameramann
- Norman Cohn-Armitage (1907–1972), US-amerikanischer Fechter

### O
- Oskar Cohn (auch Oscar Cohn; 1869–1934), deutscher Politiker (SPD, USPD)
- Oskar Justinus Cohn (auch Oscar Cohn; 1839–1893), deutscher Schriftsteller, siehe Oskar Justinus
- Otto Cohn (Schriftsteller) (1901–1982), deutscher Beamter und Schriftsteller
- Otto Meth-Cohn (Ernst-Otto Meth-Cohn; * 1935), deutsch-britischer Chemiker und Hochschullehrer

### P
- Paul Cohn, eigentlicher Name von Paul Hohenau (1872–1944), österreichischer Chemiker, Konsul und Schriftsteller
- Paul Cohn (Fußballspieler), deutscher Fußballspieler
- Paul Cohn (Mathematiker) (1924–2006), britischer Mathematiker
- Peter Cohn (Mediziner) (1933–2018), deutsch-US-amerikanischer Chirurg
- Peter Cohn (Regisseur), US-amerikanischer Regisseur und Filmproduzent
- Peter F. Cohn (* 1939), US-amerikanischer Kardiologe und Hochschullehrer
- Peter J. Cohn (1921–2009), deutsch-US-amerikanischer Ingenieur und Philanthrop

### R
- Richard Cohn (1878–1959), deutscher Rechtsanwalt und Notar
- Richard Cohn-Vossen (* 1934), deutscher Regisseur und Drehbuchautor
- Robert Cohn (1920–1996), US-amerikanischer Filmproduzent
- Roy Cohn (1927–1986), US-amerikanischer Rechtsanwalt und Autor
- Rudolf Cohn (1862–1938), deutscher Mediziner, Pharmakologe und Hochschullehrer
- Ruth Cohn (1912–2010), deutsch-schweizerisch-US-amerikanische Psychoanalytikerin

### S
- Salomon Cohn (1822–1902), deutscher Rabbiner
- Setta Cohn-Richter (1891–1943), deutsche Kinderbuchautorin
- Siegbert Cohn (1884–1942), deutscher Verleger in Berlin
- Sigmund Cohn (1898–1997), US-amerikanischer Rechtswissenschaftler
- Sonny Cohn (1925–2006), US-amerikanischer Jazztrompeter
- Stefan Cohn, Geburtsname von Thomas Geve (1929–2024), israelischer Ingenieur und Autor
- Stefan Cohn-Vossen (1902–1936), deutscher Mathematiker
- Steve Cohn (* ≈1953), US-amerikanischer Jazzmusiker
- Susan Cohn Lackman (* 1948), US-amerikanische Komponistin, Librettistin und Musikpädagogin
- Svenja Cohn (* 1978), deutsche Fußballspielerin

### T
- Theodor Cohn (1867–1935), deutscher Urologe und Hochschullehrer
- Theodore Cohn (* 1940), kanadischer Politikwissenschaftler und Hochschullehrer
- Thomas Cohn (* 1934), deutsch-brasilianischer Galerist
- Toby Cohn (1866–1929), deutscher Neurologe und Psychiater

### W
- Walter Cohn (1891–1927), deutscher Psychoanalytiker
- Werner Cohn (Fabrikant) (1887–1942), deutscher Puppenbekleidungsfabrikant
- Werner Cohn (Kunsthistoriker) (1905–1960), deutscher Kunsthistoriker
- Werner Cohn (Soziologe) (1926–2018), kanadischer Soziologe
- Wilhelm Cohn (Politiker) (1828–1891), deutscher Fabrikant und Politiker
- Wilhelm Cohn (Schachspieler) (1859–1913), deutscher Schachspieler
- William Cohn (Politiker) (1866–1943), deutscher Politiker (DDP), MdL Mecklenburg-Schwerin
- William Cohn (Kunsthistoriker) (1880–1961), deutsch-britischer Kunsthistoriker und Sinologe
- William Cohn (Sprecher) (1956/57–2022), deutscher Sprecher und Schauspieler
- Willy Cohn (1888–1941), deutscher Pädagoge und Historiker

### Z
- Zeev Wilhelm Cohn (auch Wilhelm Zeev Cohn; 1883–1982), deutsch-israelischer Bankier und Großkaufmann
- Zinky Cohn (1908–1952), US-amerikanischer Jazzmusiker